# Kínai mamutfenyő

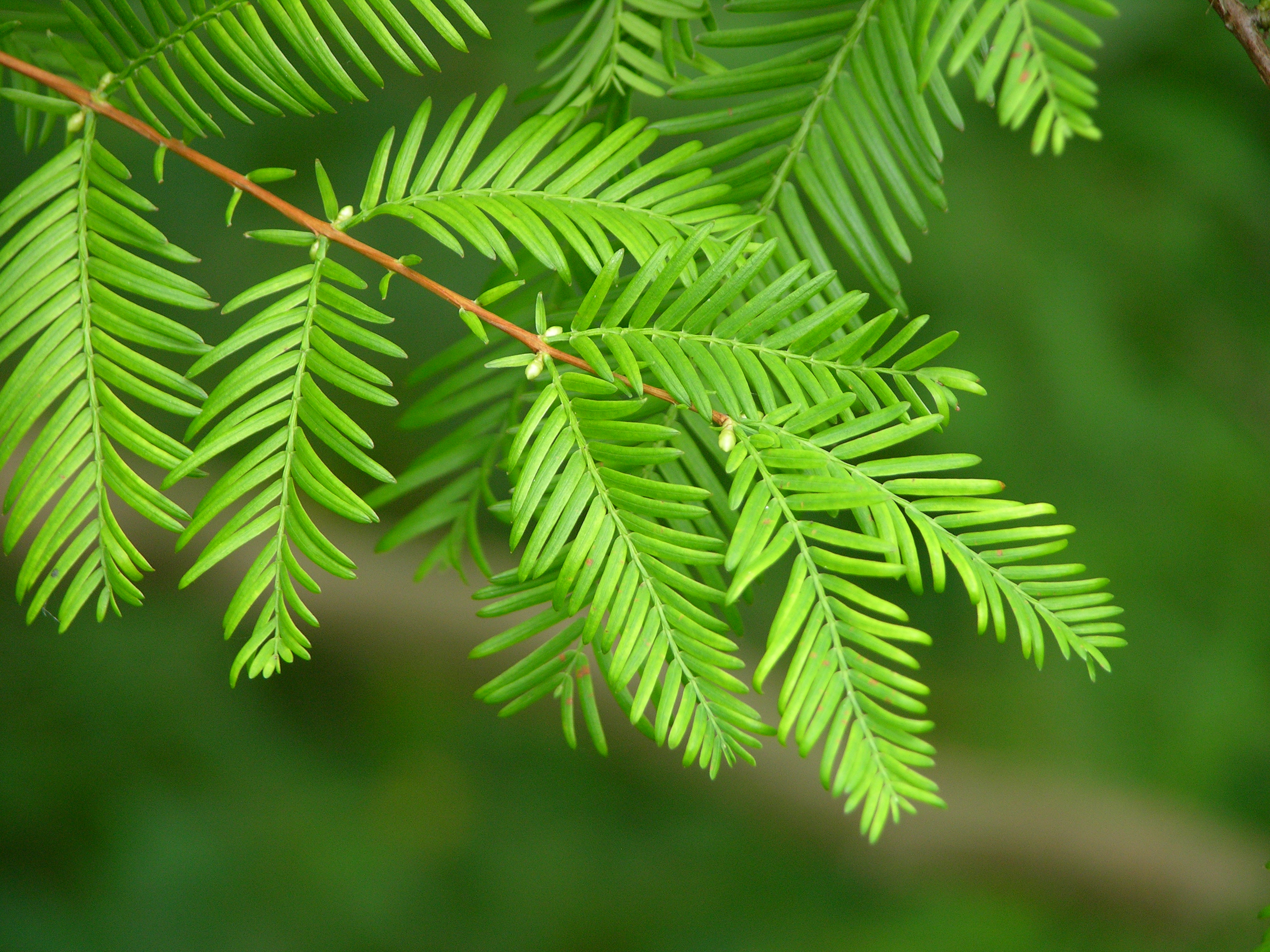
A levelek átellenes állásúak, ősszel a rövidhajtásokkal együtt lehullanak.

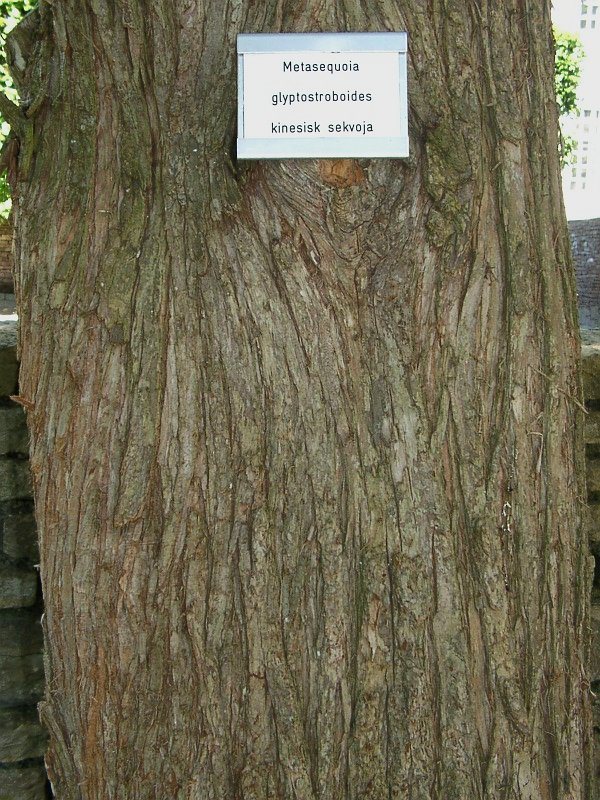
Kéreg

A kínai mamutfenyő (Metasequoia glyptostroboides) a ciprusfélék családjába tartozó Metasequoia nemzetség egyetlen recens faja. További magyar nevei: ősmamutfenyő, kínai ősfenyő, szecsuani mamutfenyő A nemzetséghez további 4, mára fosszilis faj tartozott.
A nemzetség felfedezésének története rendhagyó, ugyanis először kövület formájában talált rá egy Shigeru Miki nevű botanikus 1941-ben honsúi (Japán) fiatalabb harmadkori rétegben. A lelet levelei a Taxodiumra, a közelben megtalált tobozok pedig a Sequoiára hasonlítottak, ezért Miki a mocsárciprusfélék (Taxodiaceae) új nemzetségeként írta le a leletet 1941-ben, annak ellenére, hogy tobozokat viselő leveles hajtásokat nem talált. Ugyanebben az évben talált rá T. Kan, a nanjingi egyetem munkatársa Közép-Kínában, Whan-hsien városától délre, a Jangce partján arra az új tűlevelű fajra, melyet 1948-ban Metasequoia glyptostroboidesnek neveztek el.
Akár a páfrányfenyő (Ginkgo biloba), igazi élő (növényi) kövület: maradványai Észak-Amerikából és Európából (Lengyelország, Bulgária) is előkerültek.

## Elterjedése, élőhelye
Csak Dél- és Közép-Kínában honos Szecsuan és Hubei határán. Félreeső csoportjai találhatóak Hunan tartomány északkeleti részén. Legnagyobb, 6000 fát számláló erdejét az 1949-es forradalom után kivágták. 1980 óta a faj védett, kivágása tilos. A Kínán kívül élő példányok nagy része egyetlen fától származik; ennek magvait 1947-ben küldték szét Kínából a világ minden tájára.
Ültetett példányai megtalálhatók számos botanikus kertben és parkban, parkerdőben, egyebek közt hazánkban is. Magyarország éghajlatát kimondottan kedveli: gyorsan nő és szép koronát fejleszt.

## Megjelenése
A mocsárciprusra emlékeztető külsejű, eredeti termőhelyén 30–35 méter magasra növő, lombhullató fa. Törzse alul kiszélesedik. Koronája kúp alakú, ágai átellenesen ágaznak el.
Élénk világoszöld tűlevelei a hosszúhajtásokon szórtan állnak, a törpehajtásokon (ezek olyan, rövid szártagú hajtások, amelyeken a nóduszok egymáshoz nagyon közel helyezkednek el) pedig fésűsen, azaz két, átellenes sorban. Legfőbb jellegzetessége, hogy éppen így, átellenesen helyezkednek el rügyei és maguk a törpehajtások is.
Gömbölyded toboza zöld, 3–4 cm átmérőjű, pikkelyei pajzs alakúak.

## Életmódja, termőhelye
Szárazföldi éghajlaton is megél, de leginkább a jó morzsalékos, üde talajt és a párás levegőt kedveli. Télálló. Törpehajtásai ősszel a rajtuk levő tűlevelekkel együtt rozsdabarnára színeződnek, majd egészben hullanak le.

## Felhasználása, kertészeti változatai
Gyorsan növő, ideális kerti fenyőféle.
Ismertebb fajták:
- Metasequoia glyptostroboides ’Emerald Feathers’
- Metasequoia glyptostroboides ’Fastigiata’
- Metasequoia glyptostroboides ’Green Mantle’
- Metasequoia glyptostroboides ’Moerheim’
- Metasequoia glyptostroboides ’National’
- Metasequoia glyptostroboides ’Sheridan Spire’
- Metasequoia glyptostroboides ’Vada’
- Metasequoia glyptostroboides ’Waasland’